# مروان نجار
مروان جورج نجار (2 كانون الثاني/ يناير 1947- 14 شباط/ فبراير 2023) هو كاتبٌ تلفزيوني ومسرحي ومخرج ومنتج لبناني.

## حياته
ولد في حارة مار نقولا بالأشرفية في بيروت لعائلة مكونة من أربعة أشقاء تعود بأصلها إلى بشمزين في قضاء الكورة. دخل نجار مدرسة الإنترناشونال كولدج في رأس بيروت لإتمام دراسته الثانوية، في العام 1966 بدأ نجار دراسته الجامعية في الجامعة الأميركية في بيروت تعلم النقد الأدبي مع خليل حاوي وفي العام 1972 أنهى دراساته العليا. في أثناء دراسته كان يعطي دروسًا خصوصية للطلاب في اللغة العربية، ثم عمل بالتعليم وحاضر في جامعة البلمند، وفي كلية الإعلام في الجامعة اللبنانية.

## مشواره المهني
بدايته كانت من خلال الصحافة من العام 1970 ولغاية 1976 في عدة الصحف ومجلات مثل الأسبوع العربي، مجلة الديار. كما عمل في قسم الأرشيف في دار الصيّاد قبيل اندلاع حرب السنتين. بدايته في الكتابة التلفزيونية بدعم من المخرج أنطوان ريمي وزوجته هند أبي اللمع بمسلسل "ديالا" مع الممثلة هند أبي اللمع (1977) المأخوذة عن رواية «Therese Ethienne». توالت بعدها أعماله في التلفزيون والمسرح والسينما.
في عام 2011 توقف عن الإنتاج ليتفرغ للكتابة، وعُرضت أبرز أعماله على شاشة المؤسسة اللبنانية للإرسال التي دعمتها وقام بإعطاء الفرص لمواهب تمثيلية جديدة أصحاب خلفية أكاديمية منهم كارمن لبس، يورغو شلهوب، فيفيان أنطونيوس، بديع أبو شقرا.

### حياته الأسرية
تزوج من فريال وليم فرنيني ورزق منها بثلاثة أولاد: زياد ورنا ولمى.

## أعماله

### في التلفزيون
- (2018): سكت الورق
- (2012): مريانا
- (2010): أم الصبي
- (2010): مواسم خير
- (2009): ثبات ونبات
- (2007): غلطة معلم
- (2007): الطاغية
- (2007): سلسلة مفقودين
- (2004): حلم آذار
- (2006): حصاد المواسم
- (2003): صارت معي
- (2003): لمحة حب
- (2003): من أحلى بيوت راس بيروت ج2
- (2001): من أحلى بيوت راس بيروت
- (2001): بنت الحي
- (1998): شوية تفاصيل
- (1997): مدى العمر
- (1997): طالبين القرب
- (1997): حريف وظريف
- (1997): تجارة عن تراضٍ
- (1990): الكوخ القديم
- (1990): زوج الأنسة
- (1987): الوجه الضائع
- (1987): الأستاذ مندور
- (1987): هيك ربونا
- (1985): رحلة العمر
- (1984): بسمة التخلي
- (1983): عيوق ورفقاتوا
- (1982): هيك ربونا
- (1981): اللعبة
- (1981): ثروة خالي في البرازيل
- (1980): رحلت ذات صباح
- (1980): مجالس في الأدب
- (1980): حكاية كل بيت
- (1977): ديالا
- الفصل الأخير
- ماسح الأحذية
- فارس ابن أم فارس
- "المتفوقون

### في المسرح
- 1-2-2 ونصف
- نادر مش قادر
- عمتي نجيبة
- (1994): كرمال المحروس
- (1992): جوز الجوز
- (1984): صولد
- (1986): عريسين مدري من وين
- (1982): لعب الفار
- (2019): ع صوص ونقطة[9]
- (2000): كبسة زرّ

### في السينما
- (2004): نسمة صيف
- (2003): أحبيني
- (2002): مشوار

### في التمثيل
- (1985): رحلة عمر بدور «كمال»

### الإصدرات المطبوعة
- (2018): تجربتي مع الشاشة، بشاشة أم هشاشة": دار المشرق للطباعة[10]

### الإنتاج الموسيقى
- (1984): صولد للفنان غسان صليبا

## وفاته
توفي في 14 فبراير 2023 بعد صراع مع المرض، ودُفن في بشمزين بقضاء الكورة.